# Urgorria
Urgorria is een geslacht van wormmollusken uit de  familie van de Rhopalomeniidae.

## Soorten
- Urgorria compostelana García-Alvarez & Salvini-Plawen, 2001
- Urgorria monoplicata Salvini-Plawen, 2003